# Rotboldo II di Provenza
Rotboldo II chiamato anche Rotbaldo o Ruboldo, in francese Rotboald o Roubaud (X secolo – 1008) fu Conte di Provenza dal 968, prima col fratello, Guglielmo I, poi col nipote, Guglielmo II,  e fu anche marchese di Provenza dal 993, alla sua morte.

## Origine
Figlio del conte d'Arles, conte di Avignone e conte di Provenza, Bosone II di Provenza (come ci viene confermato dal documento nº 29 del Cartoulaire de l'abbaye de Saint-Victor de Marseille e di Costanza (come ci conferma il monaco e storico benedettino dell'Abbazia di Montmajour, Dom Chantelou, nel suo Histoire de Monmajour, Revue Historique de Provence, 1ère année, a pag. 37), che per numerosi storici era Constanza di Provenza (920/30-dopo il 963), la figlia del conte di Vienne, Carlo Costantino. Che Costanza sia la figlia di Carlo Costantino non v'è certezza. Secondo alcuni storici che sia la figlia di Carlo Costantino solo per il fatto di avere tale nome che in precedenza nella Provenza non era usato, mentre per altri che hanno confutato tale tesi in quanto in vari documento dell'abbazia di Cluny, si trovano donne con tale nome (il nº 45, il nº 390, il nº 530, il nº 582 e il nº 683), Costanza era sorellastra di Carlo Costantino, figlia di suo padre Ludovico e la seconda moglie Adelaide.
Bosone II era figlio del conte in Provenza (forse conte d'Avignone), Rotboldo I di Provenza (come ci viene confermato dal documento nº 29 del Cartoulaire de l'abbaye de Saint-Victor de Marseille?- ca. 950), e della moglie di cui non si conoscono né il nome né gli ascendenti, ma secondo alcuni era Ermengarda d'Aquitania, figlia del duca d'Aquitania Guglielmo il Pio e di Engelberga di Provenza.
Rotboldo II era fratello del conte e marchese di Provenza, Guglielmo il Liberatore.

## Biografia
Rotbaldo compare, come firmatario, in un documento del 963 dell'Histoire de Monmajour, Revue Historique de Provence, 1ère année, assieme ai genitori, Bosone II e Costanza ed ai fratelli, Guglielmo e Ponzio; da questo documento si deduce che Guglielmo fosse il fratello maggiore in quanto citato per primo. Ma nel documento nº 29 del Cartoulaire de l'abbaye de Saint-Victor de Marseille, del 965, Rotboldo viene citato prima del fratello.
Nel 968, alla morte del padre, Bosone II, Rotboldo II gli subentrò, assieme al fratello, Guglielmo I, nei titoli di conte di Arles e di conte di Avignone, ed assieme assunsero il titolo di conte di Provenza.
Assieme al fratello fecero nel 970 una donazione all'Abbazia di San Vittore di Marsiglia.
Nel 972, fu al seguito del fratello Guglielmo con una coalizione di nobili provenzali e col supporto del marchese di Torino, Arduino il Glabro, per cacciare definitivamente i Saraceni dal sud della Provenza e, nel corso del 973, a Tourtour, ottennero una schiacciante vittoria, che permise di conquistare la fortezza di Frassineto (oggi identificata con La Garde-Freinet) e di liberare la Provenza dalla presenza dei Saraceni.
Nell'agosto del 990, assieme al fratello fecero una donazione all'abbazia di Cluny.
Nel 992, secondo il documento nº 153 dell'Histoire Générale de Languedoc, Tome V, Preuves, Chartes et Diplômes, Rotboldo controfirmò una donazione fatta dal fratello Guglielmo all'abbazia di san Cesare di Arles.
Governò col fratello ed alla di lui morte (993) divenne il capo famiglia e gli subentrò nel titolo di marchese di Provenza.
Dopo la morte del fratello, verso l'anno 1000, assieme alla moglie, Emilde, alla cognata, Adelaide d'Angiò, ed al nipote Guglielmo II, fecero una donazione all'abbazia di Cluny.
Nel 1005, Rotboldo è citato, col titolo di conte, assieme alla contessa, vedova di Guglielmo I, Adelaide d'Angiò, ed al figlio (figliastro) di lei, il conte di Provenza, Guglielmo II e alla moglie di Rotboldo, Ermengarda, nel documento nº 15 del Cartoulaire de l'abbaye de Saint-Victor de Marseille, come artefice e controfirmatario alla stesura del regolamento dall'abbazia di Saint-Victor di Marsiglia.
Morì nel 1008 lasciando al figlio Rotboldo III il titolo di marchese di Provenza.

## Discendenza
Rotboldo II aveva sposato Emilde o Eimilde(Eimildis Ermengarde) di Gévaudan (?- dopo il 1000 circa), che secondo lo storico Szabolcs de Vajay era la figlia del visconte di Gévaudan Srefano di Brioude (915-967) e quindi sorella del visconte Bertrando I di Gévaudan (938-993).
Rotboldo II e Emilde ebbero un figlio e molto probabilmente due figlie:
- Rotboldo III (?-1014), marchese di Provenza
- Emilde, che fu una suora ed è citata come figlia di Rotboldo II nelle Europäische Stammtafeln[22], vol II, 187 (non consultate)[2]
- Tetberga, citata come figlia di Rotboldo II nelle Europäische Stammtafeln[22], vol II, 187 (non consultate)[2] e che secondo lo storico catalano, Pròsper de Bofarull i Mascaró, sposò il Conte di Urgell, Ermengol I detto el de Còrdova ("quello di Corboba")[23].

## Ascendenza
|                            |                   |                        | Genitori           |  |  | Nonni |  |  | Bisnonni       |  |  | Trisnonni       |  |
|                            |                   |                        |                    |  |  |       |  |  | Bosone d'Arles |  |  | Tebaldo d'Arles |  |
|                            |                   |                        |                    |  |  |       |  |  | Bosone d'Arles |  |  | Tebaldo d'Arles |  |
|                            |                   | Berta di Lotaringia    |                    |  |  |       |  |  | Bosone d'Arles |  |  |                 |  |
| Rotboldo I di Provenza     |                   |                        |                    |  |  |       |  |  | Bosone d'Arles |  |  |                 |  |
|                            |                   | …                      | …                  |  |  |       |  |  |                |  |  |                 |  |
|                            |                   | …                      | …                  |  |  |       |  |  |                |  |  |                 |  |
|                            |                   | …                      | …                  |  |  |       |  |  |                |  |  |                 |  |
| Bosone II di Provenza      |                   | …                      |                    |  |  |       |  |  |                |  |  |                 |  |
|                            |                   | …                      | …                  |  |  |       |  |  |                |  |  |                 |  |
|                            |                   | …                      | …                  |  |  |       |  |  |                |  |  |                 |  |
|                            |                   | …                      | …                  |  |  |       |  |  |                |  |  |                 |  |
| …                          |                   | …                      |                    |  |  |       |  |  |                |  |  |                 |  |
|                            |                   | …                      | …                  |  |  |       |  |  |                |  |  |                 |  |
|                            |                   | …                      | …                  |  |  |       |  |  |                |  |  |                 |  |
|                            |                   | …                      | …                  |  |  |       |  |  |                |  |  |                 |  |
| Rotboldo II di Provenza    |                   | …                      |                    |  |  |       |  |  |                |  |  |                 |  |
|                            | Ludovico il Cieco | Bosone I di Provenza   |                    |  |  |       |  |  |                |  |  |                 |  |
|                            | Ludovico il Cieco | Bosone I di Provenza   |                    |  |  |       |  |  |                |  |  |                 |  |
|                            | Ludovico il Cieco | Ermengarda d'Italia    |                    |  |  |       |  |  |                |  |  |                 |  |
| Carlo Costantino di Vienne | Ludovico il Cieco |                        |                    |  |  |       |  |  |                |  |  |                 |  |
|                            |                   | Anna di Costantinopoli | Leone VI il Saggio |  |  |       |  |  |                |  |  |                 |  |
|                            |                   | Anna di Costantinopoli | Leone VI il Saggio |  |  |       |  |  |                |  |  |                 |  |
|                            |                   | Anna di Costantinopoli | Zoe Zautsina       |  |  |       |  |  |                |  |  |                 |  |
| Costanza di Provenza       |                   | Anna di Costantinopoli |                    |  |  |       |  |  |                |  |  |                 |  |
|                            |                   | Guarniero di Sens      | …                  |  |  |       |  |  |                |  |  |                 |  |
|                            |                   | Guarniero di Sens      | …                  |  |  |       |  |  |                |  |  |                 |  |
|                            |                   | Guarniero di Sens      | …                  |  |  |       |  |  |                |  |  |                 |  |
| Teuberga                   |                   | Guarniero di Sens      |                    |  |  |       |  |  |                |  |  |                 |  |
|                            |                   | Teuberga d'Arles       | …                  |  |  |       |  |  |                |  |  |                 |  |
|                            |                   | Teuberga d'Arles       | …                  |  |  |       |  |  |                |  |  |                 |  |
|                            |                   | Teuberga d'Arles       | …                  |  |  |       |  |  |                |  |  |                 |  |
|                            |                   | Teuberga d'Arles       |                    |  |  |       |  |  |                |  |  |                 |  |

### Fonti primarie
- (LA)  Cartoulaire de Marseille Saint-Victor Tome I.
- (LA)  Recueil des Chartes de l'Abbaye de Cluny, tome I.
- (LA)  Recueil des Chartes de l'Abbaye de Cluny, tome III.
- (LA)  Histoire Générale de Languedoc, Tome V, Preuves, Chartes et Diplômes.

### Letteratura storiografica
- (ES)  Bofarull y Mascaró, P., Los Condes de Barcelona Vindicados, Tomo I.
- C. W. Previté-Orton, "L'Italia nel X secolo", cap. XXI, vol. II (L'espansione islamica e la nascita dell'Europa feudale) della Storia del Mondo Medievale, 1979, pp. 662–701.